# Deir al-Ghusun
Deir al-Ghusun ou Dayr al-Ghusun (arabe : دير الغصون) est une ville palestinienne dans le Gouvernorat de Tulkarem, située à environ 8 km au nord de la ville de Tulkarem au nord de la Cisjordanie.
Deir al-Ghusun avait une population de 8 242 en 2007. La ville est située à une altitude de 200 mètres approximativement. Le maire de la ville est Abdulrahim alqob qui a été élu en 2012.

## Étymologie
Le nom Deir al-Ghusun est peut-être venu du nom de fille du gouverneur de Deir al-Ghusun dans des temps romains, dont le nom était Ghusun symbolise l'abondant d'arbres et des vergers. Deir signifie (le temple ou la place pour adorer) comme l'église.

## Terres
Pendant la guerre israélo-arabe de 1948, 14 000 dunums ont été saisis par Israël. Actuellement, sa superficie totale est d'environ 13 000 dunums, dont 2 268 est la zone bâtie. Les terres agricoles comprennent 7 432 dunums, tandis que le reste est une partie de la zone de jointure.

## Économie
Deir al-Ghusun était plus prospère que les autres villes palestiniennes, cependant, la confiscation de quantités importantes de terres cultivables à l'est de la Ligne verte, les sanctions temporaires contre l'autorité nationale palestinienne en 2006-2007, et la perturbation des échanges commerciaux et du transport par la barrière de séparation israélienne a quelque peu freiné l'économie. L'agriculture constitue 50-54 % de l'économie locale, et les principaux produits agricoles de la ville sont l'huile d'olive, les agrumes, les melons, les concombres, les tomates, les aubergines et les noix,.
Le secteur commercial prévoit également les habitants de la ville, mais ce n'est pas très important[pas clair]. Le secteur des services représente 25 % des revenus de la ville.

## Démographie
En 1922, la ville comptait environ 1 259. Le nombre est passé à 2 220 en 1945,. En 1997, la ville avait une population de 7 055 3 612 d'entre eux sont mâles et 3 443 sont femelles. Selon le bureau central palestinien des statistiques, Deir al-Ghusun avait une population de 8 242 en 2007.
Environ 51 % des ménages de la ville ont 1-5 membres de la famille, 43 % ont 6-10 membres et 6 % ont plus de 10 membres. Environ 9 % de la population de Deir al-Ghusun est analphabète selon cette statistique. 53 % des habitants de la ville de Deir al-Ghusun sont dans la tranche d'âge de l'emploi (15-64) approximativement.

## Résidents remarquables
- Salam Fayyad, l'ancien premier ministre de l'autorité palestinienne[11].